# November 2024
Portal Geschichte | Portal Biografien | Aktuelle Ereignisse | Jahreskalender | Tagesartikel

◄ |
20. Jahrhundert |
21. Jahrhundert

◄ |
1990er |
2000er |
2010er |
2020er
| 2030er | 2040er

◄ |
2020 |
2021 |
2022 |
2023 |
2024
| 2025 | 2026 | 2027 | 2028 | ►

◄ |
August 2024 |
September 2024 |
Oktober 2024 |
November 2024 |
Dezember 2024 |
Januar 2025 |
Februar 2025 |
►
Dieser Artikel behandelt tagesbezogene Nachrichten und Ereignisse im November 2024. Eine Artikelübersicht zu thematischen „Dauerbrennern“ und zu länger andauernden Veranstaltungen findet sich auf der Seite zu den laufenden Ereignissen.

## Tagesgeschehen

### Freitag, 1. November 2024
- Deutschland: Das Gesetz über die Selbstbestimmung in Bezug auf den Geschlechtseintrag tritt in, das Transsexuellengesetz außer Kraft.
- Deutschland: Anke Rehlinger (SPD) übernimmt als Ministerpräsidentin des Saarlandes turnusgemäß das Präsidentamt des Bundesrates.
- Cali/Kolumbien: Letzter Tag der 16. Weltbiodiversitätskonferenz

### Sonntag, 3. November 2024
- Republik Moldau: Die amtierende Staatspräsidentin Maia Sandu wird im zweiten Wahlgang der Präsidentschaftswahl wiedergewählt.

### Dienstag, 5. November 2024
- Vereinigte Staaten: Wahlen in den Vereinigten Staaten 2024, insbesondere Präsidentschaftswahl
- Palau: Parlaments- und Präsidentschaftswahlen
- Nördliche Marianen: Allgemeine Wahlen (nicht stimmberechtigte Delegierte für das Repräsentantenhaus der Vereinigten Staaten, Mitglieder im Senat der Nördlichen Marianen, drei der neun Mitglieder im Repräsentantenhaus der Nördlichen Marianen, Kommunalwahl).
- Guam: Allgemeine Wahlen (nicht stimmberechtigter Delegierter für das Repräsentantenhaus der Vereinigten Staaten, Mitglieder der Legislative von Guam, Generalstaatsanwalt, Richter des Obersten Gerichts, Kommunalwahl, unverbindliche Befragung zur US-Präsidentschaft.)

### Mittwoch, 6. November 2024
- Deutschland: Bruch der Ampelkoalition: Bundeskanzler Olaf Scholz (SPD) entlässt Finanzminister Christian Lindner (FDP) aus seiner Regierung und kündigt das Stellen der Vertrauensfrage für den 15. Januar 2025 an.[1][2][3]

### Donnerstag, 7. November 2024
- Budapest/Ungarn: Gipfeltreffen der Europäischen Politischen Gemeinschaft sowie erster Tag der informellen Tagung des Europäischen Rates.
- München/Deutschland: Bambi-Verleihung 2024[4]

### Samstag, 9. November 2024
- Quetta/Pakistan: Bei einem Selbstmordattentat mit einer Bombe im Hauptbahnhof der Stadt sterben mindestens 26 Menschen, über 60 weitere werden nach Polizeiangaben verletzt. Die Balochistan Liberation Army reklamierte die Urheberschaft der Tat für sich.[5]

### Sonntag, 10. November 2024
- Mauritius: Parlamentswahl
- Griechisch-orthodoxe Metropolis von Austria: Archimandrit Maximos Rudko wird in Wien zum Titularbischof von Aristi und Weihbischof geweiht.
- Les Sables-d’Olonne/Frankreich: Beginn der Vendée Globe 2024/25 (bis Anfang 2025)
- Turin/Italien: Beginn der ATP Finals (bis 17. November)

### Montag, 11. November 2024
- Baku/Aserbaidschan: Beginn der UN-Klimakonferenz 2024 (bis 24. November)
- Europäische Union/Weltweit: Copernicus vermeldet, dass der Oktober 2024 der weltweit zweitwärmste Oktober seit Aufzeichnungsbeginn war.

### Mittwoch, 13. November 2024
- Somaliland: Präsidentschaftswahl

### Donnerstag, 14. November 2024
- Sri Lanka: Parlamentswahl

### Freitag, 15. November 2024
- Köln/Deutschland: Verleihung der KiKA Awards

### Samstag, 16. November 2024
- Gera/Deutschland: Bei der Verleihung des Deutschen Theaterpreises Der Faust 2024 erhält  Nele Hertling den Preis für ein Lebenswerk[6]
- Wiesbaden/Deutschland: Die Delegierten von Bündnis 90/Die Grünen wählen mit Franziska Brantner und Felix Banaszak die Nachfolger von Ricarda Lang und Omid Nouripour als Parteivorsitzende.

### Sonntag, 17. November 2024
- International: Abschluss der Motorrad-Weltmeisterschaft 2024 (seit März)
- Brienz/Brinzauls/Schweiz: Wegen eines drohenden Schuttstroms wird das Dorf Brienz im Kanton Graubünden vorsorglich für unbestimmte Zeit evakuiert.
- Freiburg im Breisgau/Deutschland: Der 1944 von den Nationalsozialisten hingerichtete Priester Max Josef Metzger wird im Freiburger Münster seliggesprochen.
- Senegal: Parlamentswahl

### Montag, 18. November 2024
- Rio de Janeiro/Brasilien: G20-Gipfel (bis 19. November)
- Ostsee: Die über das Seekabel C-Lion1 laufende Telekommunikation zwischen Finnland und Deutschland wird unterbrochen.[7][8]
- Im Fachjournal Current Biology wird die Erstbeschreibung von Skiphosoura, einer 2015 bei Solnhofen in Bayern entdeckten Flugsaurierart, durch das Team um den Paläontologen David Hone von der Queen Mary University of London veröffentlicht.

### Dienstag, 19. November 2024
- Sochumi/Abchasien: Aslan Bschania tritt als Staatspräsident zurück.
- Moskau/Russland: Staatspräsident Wladimir Putin unterzeichnet eine Verschärfung der russischen Nuklearwaffendoktrin.[9][10]
- Hongkong/Volksrepublik China: Im Verfahren gegen eine als „Hong Kong 47“ bekanntgewordene Gruppe, dem bislang größten Prozess gegen Vertreter der prodemokratischen Bewegung, verkündet das Gericht als Strafmaß gegen alle 45 Angeklagten mehrjährige Haftstrafen. Der ehemalige Studentenführer Joshua Wong wird zu vier Jahren und acht Monaten Haft verurteilt, die höchste Strafe erhält mit zehn Jahren Gefängnis der vom Gericht als einer der „Organisatoren“ bezeichnete ehemalige Jura-Professor Benny Tai.[11][12]

### Mittwoch, 20. November 2024
- Nashville/Vereinigte Staaten: Verleihung der Country Music Association Awards
- Málaga/Spanien: Finale des Billie Jean King Cups

### Donnerstag, 21. November 2024
- Den Haag/Niederlande: Der Internationale Strafgerichtshof erließ Haftbefehle gegen den israelischen Ministerpräsidenten Benjamin Netanjahu, den ehemaligen israelischen Verteidigungsminister Joaw Galant und Hamas-Führer Mohammed Deif wegen Kriegsverbrechen und Verbrechen gegen die Menschlichkeit bzw. ihrer Kriegsführung im Krieg in Israel und Gaza.[13][14]

### Freitag, 22. November 2024
- Lillehammer/Norwegen: Auf dem Lysgårdsbakken beginnt der Skisprung-Weltcup.

### Sonntag, 24. November 2024
- Steiermark/Österreich: Landtagswahl
- Schweiz: Eidgenössische Volksabstimmungen
- Rumänien: Präsidentschaftswahl
- Uruguay: Präsidentschaftswahl (Stichwahl)
- International: Abschluss der Rallye-Weltmeisterschaft
- Málaga/Spanien: Finale des Davis Cups
- Wien/Österreich: Bei der Verleihung des Nestroy-Theaterpreises werden Julia Edtmeier und Claudius von Stolzmann für die besten Schauspielleistungen und Kornél Mundruczó für die beste Regie ausgezeichnet. Für sein Lebenswerk wird Felix Mitterer geehrt.[15]
- Berlin/Deutschland: Die römisch-katholische St.-Hedwigs-Kathedrale wird nach sechsjähriger Schließung wegen Sanierung und Umbaus wiedereröffnet.
- Manila/Philippinen: Am Containerhafen im Stadtbezirk Tondo zerstört ein Großbrand rund 1000 Behausungen des Slums „Isla Puting Bato“, mindestens 2000 Familien bzw. etwa 10.000 Menschen werden dadurch obdachlos.[16][17]
- Las Vegas/Vereinigte Staaten: George Russell gewinnt den Großen Preis von Las Vegas und Max Verstappen gewinnt zum vierten Mal die Formel-1-Weltmeisterschaft.

### Montag, 25. November 2024
- Vilnius/Litauen: DHL-Flug 18D, ein durch die spanische Swiftair betriebenes DHL-Frachtflugzeug des Typs Boeing 737-400 mit dem Luftfahrzeugkennzeichen EC-MFE auf dem Weg von Leipzig zum Flughafen Vilnius verunglückte im Landeanflug. Die Maschine schlug 1,6 Kilometer vor der Landebahn an einem Wohngebiet auf. Von den vier Besatzungsmitgliedern starb eines am Unfallort. Beim Absturz geriet das Flugzeug sowie ein Wohnhaus in Brand.
- Düsseldorf/Deutschland: Verleihung des Gerda Henkel Preises 2024 an den Osteuropahistoriker und Publizisten Karl Schlögel.
- Busan/Südkorea: Beginn der 5. Verhandlungsrunde zur Erarbeitung einer globalen Plastikkonvention. (bis 1. Dezember)
- New York/Vereinigte Staaten: Vergabe der 52. International Emmy Awards.
- Sentosa/Singapur: Beginn der Schachweltmeisterschaft.

### Mittwoch, 27. November 2024
- Provinz Idlib/Syrien: Beginn der Großoffensive der Rebellen im syrischen Bürgerkrieg
- Straßburg/Frankreich: Das Europäische Parlament stimmt über die Kommission von der Leyen II ab.[18]
- Namibia: Parlamentswahl und Präsidentschaftswahl
- Harpsund/Schweden: Treffen der Regierungschefs von acht nordischen und baltischen Staaten (NB 8-Gipfel) sowie von Polen. (daher auch Ostsee-Gipfel genannt)[19][20][21] (bis 28. November)

### Donnerstag, 28. November 2024
- Österreich/Schweiz/Ungarn: Beginn der Handball-Europameisterschaft der Frauen 2024 (bis 15. Dezember)

### Freitag, 29. November 2024
- Berlin/Deutschland: Einen Tag nach Veröffentlichung des FDP-Strategiepapiers zum Austritt aus der Regierungskoalition geben zunächst Generalsekretär Bijan Djir-Sarai und wenig später auch Bundesgeschäftsführer Carsten Reymann ihren Rücktritt bekannt.
- Gorleben/Deutschland: Beginn der Verfüllung des Erkundungsbergwerks Gorleben.
- Dublin/Irland: Wahlen zum Dáil Éireann
- Oman: Beginn des Socca World Cups (bis 7. Dezember)

### Samstag, 30. November 2024
- Island: Parlamentswahl
- Thessaloniki/Griechenland: Die U-Bahn wird eröffnet.
- Kontiolahti/Finnland: Im Kontiolahden ampumahiihtokeskus beginnt der Biathlon-Weltcup.
- Buenos Aires/Argentinien: Im Endspiel der Copa Libertadores im Estadio Mâs Monumental schlägt der Botafogo FR den Atlético Mineiro.